# Нидерландский банк
Нидерландский банк (нидерл. De Nederlandsche Bank) — центральный банк Нидерландов. Является акционерным обществом.

## История
Нидерландский банк учреждён в 1814 году указом Виллема I. Банк был частной компанией, ему было предоставлено право эмиссии банкнот, являвшихся законным платёжным средством. В 1948 году банк национализирован.

## Руководство
Руководство банком осуществляют Наблюдательный совет (Raad van Commissarissen), назначаемый королём, и Правление (Directie).